# Megalocoleus
Megalocoleus is een geslacht van wantsen uit de familie blindwantsen, voor het eerste wetenschappelijk beschreven door Odo Reuter in 1890. 

## Soorten
Deze soorten behoren tot het genus Megalocoleus:

- Megalocoleus aurantiacus (Fieber, 1858) c g
- Megalocoleus bolivari (Reuter, 1879) c g
- Megalocoleus chrysotrichus (Fieber, 1864) c g
- Megalocoleus delicatus (Perris, 1857) c g
- Megalocoleus dissimilis (Reuter, 1876) c g
- Megalocoleus eckerleini Wagner, 1969 c g
- Megalocoleus exsanguis (Herrich-Schaeffer, 1835) i c g
- Megalocoleus femoralis (Reuter, 1879) c g
- Megalocoleus krueperi (Reuter, 1879) c
- Megalocoleus longirostris (Fieber, 1861) c g
- Megalocoleus lunula (Fieber, 1861) c g
- Megalocoleus matricariae Wagner, 1968 c g
- Megalocoleus mellae (Reuter, 1876) c g
- Megalocoleus molliculus (Fallén, 1807) i c g b
- Megalocoleus naso (Reuter, 1879) c g
- Megalocoleus stysi Matocq, 2008 c g
- Megalocoleus tanaceti (Fallén, 1807) c g
- Megalocoleus tarsalis (Reuter, 1894) c g